# Василюк Михайло Деонисійович
Михайло Деонисійович Василюк (23 лютого 1942, Казбах (нині Лужанка Тарутинського району Одеської області) — 11 вересня 1991, Ізмаїл) — бандурист.

## Життєпис
Народився в сім'ї переселенців зі Львівщини.
Закінчив курси підвищення кваліфікації керівників капел бандуристів (Київ, 1979). У 1960-х жив у місті Ухта (Комі АРСР, РФ).
Від 1977 — у селі Першотравневе Ізмаїльського р-ну. Організатор (1980) і керівник вокально-інструментального ансамблю «Кобзарська дума».
Працював директором клубу моряків в Ізмаїлі.
У репертуарі — українські народні пісні.
Власні твори (зокрема «Дума про батька», «Дума про загиблих воїв!», «Козацькі могили»), «Осокори», Говерла", « Калачі», обробки українських народних пісень.